# Infiltrometro
L'infiltrometro è uno strumento per la misurazione della permeabilità dei terreni.

## Tipi
Ci sono diversi tipi di infiltrometri:
- a singolo anello aperto
- a singolo anello sigillato
- a doppio anello aperto
- a doppio anello sigillato

L'infiltrometro a doppio anello è formato da due anelli concentrici di varie dimensioni che vanno infissi nel terreno per una profondità proporzionale alle loro dimensioni, tenendo conto del fatto che l'anello esterno ha la funzione di contenere l'espansione laterale dell'acqua, e l'anello interno invece delimita il terreno destinato alla prova di filtrazione.
Se vogliamo utilizzare l'infiltrometro a doppio anello sigillato, gli scavi nel terreno entro cui vengono infissi i due anelli devono essere sigillati con una malta cemento-bentonite.
L'anello più interno ha la cima leggermente invasata (restringimento conico) per permettere l'attacco di un sistema per la misura dell'abbassamento del livello d'acqua (noi useremo un tubo terminante con una sacca flessibile); esso deve essere flessibile per permetterci di staccarlo per fare misurazioni o altro.

## Utilizzo
Riempiamo il sistema con acqua, compresi il tubo e la sacca che fuoriescono dall'anello interno; dopo un lasso di tempo ragionevole per permettere all'acqua di filtrare, noteremo che il volume di acqua all'interno della sacca è diminuito.
Il moto di filtrazione avviene entro l'area delimitata dall'anello interno ed è un moto monodimensionale.
Il volume perso dalla sacca ∆V è proprio quello entrato nel terreno, cioè il volume infiltrato Vinfiltr. Tale volume però non è tutto volume di filtrazione effettiva perché una parte d'acqua è andata a riempire gli spazi interstiziali vuoti tra le particelle di terreno saturandolo.
Quindi il volume infiltrato si divide tra il volume, diciamo, di saturazione Vsat e il volume di effettiva infiltrazione V inf,eff.
A noi interessa il volume effettivamente infiltrato che, quindi, risulterà dalla differenza tra il Vinfiltr e il Vsat.
Conosciamo il volume infiltrato e possiamo ricavare quello di saturazione tramite il permeometro: lo strumento attaccato ad un'asta solidale con l'anello interno e fornito di un sistema di riferimento esterno, mi calcola il rigonfiamento del terreno sottostante e quindi un'altezza; tale altezza legata all'area compresa nell'anello interno mi dà il volume di saturazione Vsat.
Il carico idraulico ce lo possiamo calcolare dall'utilizzo del tensiometro che ci fornisce il "carico di suzione", cioè le tensioni presenti nel terreno non saturo, e il livello di "fronte bagnato", cioè la profondità alla quale il terreno è saturo.
A questo punto troviamo la permeabilità:
K=Vinf,eff/∆t*Aanelloint*i
Dobbiamo usufruire anche di altri strumenti insieme all'infiltrometro per avere un calcolo esatto della permeabilità: il tensiometro ed un permeometro.
Il tensiometro lo utilizziamo fuori dell'anello interno, ma entro quello esterno, per misurare il "carico di suzione" e il livello di "fronte bagnato" per calcolarci il carico idraulico.
Il permeometro lo utilizziamo per aiutarci a calcolare il volume di acqua infiltrata.